# Petrenkove, Novoaidar
Petrenkove (în ucraineană Петренкове) este un sat în comuna Ștormove din raionul Novoaidar, regiunea Luhansk, Ucraina.

## Demografie
Componența lingvistică a localității Petrenkove
     Ucraineană (88,89%)
     Rusă (11,11%)
Conform recensământului din 2001, majoritatea populației localității Petrenkove era vorbitoare de ucraineană (88,89%), existând în minoritate și vorbitori de rusă (11,11%).